# Sandy Valentino
Pour les articles homonymes, voir Valentino.
Sandy ou Sophie Unglik,, dite Sandy Valentino, née le 8 juillet 1973[source insuffisante], est une chanteuse française.

## Biographie
À la suite de son passage à Graines de star sur M6, elle enregistre en 1998 un album intitulé La réponse est oui qui comprend notamment le titre à succès Pourquoi ? et dans lequel Lara Fabian lui écrit également le single De la peau. L'album s'écoule à 100 000 exemplaires. 
Obligée de mettre en pause sa carrière musicale, suite à une grossesse et à un cancer, elle tente, en vain, de revenir dans la chanson une fois guérie. Elle ouvre des salons d'amincissement en 2007,.

## Discographie

### Singles
- Pourquoi ?[7]
- Encore[8]
- De la peau[9] signé Lara Fabian
- Olé Olé

### Album
- La réponse est oui[10]